# Kardinalska imenovanja pape Pija VI.
Papa Pio VI. za vrijeme svoga pontifikata (1800. – 1823.) održao je 23 konzistorija na kojima je imenovao ukupno 73 kardinala.

## Konzistorij 24. travnja 1775. (I.)
1. Leonardo Antonelli, prisjednik Svete kongregacije za inkviziciju
2. Bernardino de' Vecchi, dekan klerika Apostolske komore i prefekt Annone

## Konzistorij 29. svibnja 1775. (II.)
1. Giovanni Carlo Bandi, imolski biskup, ujak Njegove Svetosti[a]

## Konzistorij 17. srpnja 1775. (III.)
1. Francesco Maria Banditi, Theat., beneventanski nadbiskup[b]
2. Ignazio Boncompagni-Ludovisi, pro-legat u Bologni, referent Vrhovnih sudišta Signature pravde i milosti[b]

## Konzistorij 13. studenoga 1775. (IV.)
1. Juan Tomás de Boxadors, O.P., glavni učitelj svoga reda

## Konzistorij 15. travnja 1776. (V.)
1. Luigi Valenti Gonzaga, cezarejski naslovni nadbiskup, nuncij u Španjolskoj[c]
2. Giovanni Archinto, filipski naslovni nadbiskup, prefekt Svete Apostolske palače[c]

## Konzistorij 20. svibnja 1776. (VI.)
1. Guido Calcagnini, osimski i cingolski biskup, prefekt Papinskoga kućanstva
2. Angelo Maria Durini, ancirski naslovni nadbiskup, predsjednik Avignona

## Konzistorij 23. lipnja 1777. (VII.)
1. Bernardino Honorati, sidenski naslovni nadbiskup, tajnik Svete kongregacije za biskupe i redovnike
2. Marcantonio Marcolini, solunski naslovni nadbiskupe, predsjednik Urbina
3. Guglielmo Pallotta, glavni blagajnik Apostolske komore
4. Gregorio Salviati, glavni saslušatelj Apostolske komore
5. Andrea Gioannetti, O.S.B.Cam., bolonjski nadbiskup (1)
6. Hyacinthe Sigismond Gerdil, C.R.S.P., dibonski naslovni biskup, konzultor Vrhovne svete kongregacije rimske i opće inkvizicije[d]
7. Giovanni Ottavio Manciforte Sperelli, teodosijski naslovni nadbiskup, prefekt Svete Apostolske palače[e]
8. Vincenzo Maria Altieri, prefekt Papinskoga kućanstva[f]

Papa je imenovao i pridržao in pectore jednoga kardinala u ovom konzistoriju; njegovo ime nije nikada objavljeno.

## Konzistorij 1. lipnja 1778. (VIII.)
1. Francisco Javier Delgado y Venegas, zapadnoindijski patrijarh, seviljski nadbiskup, Španjolska
2. Dominique de La Rochefoucauld, ruanski nadbiskup, Francuska
3. Johann Heinrich von Frankenberg, mehelenski nadbiskup
4. József Batthyány, ostrogonski nadbiskup, Austro-Ugarska
5. Tommaso Maria Ghilini, rodaski naslovni nadbiskup, tajnik Svete kongregacije konzulte
6. Carlo Giuseppe Filippa della Martiniana, biskup Saint-Jean-de-Maurienne, Savoja
7. Louis-René-Édouard de Rohan-Guéménée, kanopuski naslovni biskup, strazburški koadjutor, s pravom nasljedstva, Francuska[g]
8. Fernando de Sousa e Silva, lisabonski primarius principalis i kapitularni vikar, Portugal
9. Giovanni Cornaro, rimski guverner i vice-kamerlengo Svete Rimske Crkve
10. Romoaldo Guidi, generalni preceptor general ordinarij bolnice S. Spirito in Sassia

## Konzistorij 12. srpnja 1779. (IX.)
1. František de Paula Hrzán z Harasova, saslušatelj Svete Rimske rote
2. Alessandro Mattei, ferarski nadbiskup

## Konzistorij 11. prosinca 1780. (X.)
1. Paolo Francesco Antamori, prisjednik Vrhovne svete kongregacije rimske i opće inkvizicije, orvietski izabrani biskup

## Konzistorij 16. prosinca 1782. (XI.)
1. Giuseppe Maria Capece Zurlo, Theat., kalvijski biskup
2. Raniero Finocchietti, glavni saslušatelj Apostolske komore

## Konzistorij 20. rujna 1784. (XII.)
1. Giovanni Andrea Archetti, kalcedonijski naslovni nadbiskup

Papa je imenovao i pridržao in pectore jednoga kardinala u ovom konzistoriju; njegovo ime nije nikada objavljeno.

## Konzistorij 14. veljače 1785. (XIII.)
1. Giuseppe Garampi, montefiaskonski i kornetski nadbiskup-biskup, nuncij u Austriji
2. Giuseppe Maria Doria Pamphilj, seleucijski naslovni nadbiskup, nuncij u Francuskoj
3. Vincenzo Ranuzzi, jakinski nadbiskup-biskup, nuncij u Portugalu
4. Carlo Bellisomi, tianski naslovni nadbiskup[h]
5. Nicola Colonna di Stigliano, sebastanski naslovni nadbiskup, nuncij u Španjolskoj
6. Gregorio Barnaba Chiaramonti, O.S.B.Cas., imolski biskup[i]
7. Muzio Gallo, tajnik Svete kongregacije konzulte, viterbski izabrani biskup
8. Giovanni De Gregorio, glavni saslušatelj kauza Apostolske komore
9. Giovanni Maria Riminaldi, dekan saslušatelja Svete rimske rote
10. Paolo Massei, dekan klerika Apostolske komore
11. Francesco Carrara, tajnik Svete kongregacije Tridentskoga sabora
12. Ferdinando Spinelli, rimski guverner i vice-kamerlengo Svete Rimske Crkve
13. Antonio Maria Doria Pamphilj, apostolski protonotar, prefekt Papinskoga kućanstva
14. Carlo Livizzani, predsjednik Urbina

## Konzistorij 18. prosinca 1786. (XIV.)
1. Romualdo Braschi-Onesti, prefekt Apostolske palače, apostolski protonotar, nećak pape Pija VI.

## Konzistorij 29. siječnja 1787. (XV.)
1. Filippo Carandini, tajnik Svete kongregacije Tridentskoga sabora

## Konzistorij 7. siječnja 1788. (XVI.)
1. José Francisco Miguel António de Mendoça, lisabonski patrijarh, Portugal

## Konzistorij 15. prosinca 1788. (XVII.)
1. Étienne-Charles de Loménie de Brienne, senski nadbiskup, Francuska[j]

## Konzistorij 30. ožujka 1789. (XVIII.)
1. Antonino de Sentmenat y Cartellá, zapadnoindijski patrijarh, Španjolska
2. Francisco Antonio de Lorenzana y Butrón, toledski nadbiskup, Španjolska
3. Ignazio Busca, emeski naslovni nadbiskup, rimski guverner i vice-kamerlengo Svete Rimske Crkve
4. Vittorio Gctano Costa d'Arignano, torinski nadbiskup
5. Louis-Joseph de Montmorency-Laval, biskup Metza, Francuska
6. Joseph Franz Anton von Auersperg, knez-biskup Passaua
7. Stefano Borgia, apostolski protonotar, tajnik Svete kongregacije za širenje vjere
8. Tommaso Antici[k]
9. Filippo Campanelli, apostolski protonotar, saslušatelj Njegove Svetosti

## Konzistorij 3. kolovoza 1789. (XIX.)
1. Ludovico Flangini, saslušatelj Svete Rimske rote

## Konzistorij 26. rujna 1791. (XX.)
1. Fabrizio Ruffo, glavni blagajnik Apostolske komore[l]

## Konzistorij 18. lipnja 1792. (XXI.)
1. Giovanni Battista Caprara, ikonijski naslovni nadbiskup, nuncij u Mađarskoj i Češkoj

## Konzistorij 21. veljače 1794. (XXII.)
1. Antonio Dugnani, rodijski naslovni nadbiskup
2. Ippolito Antonio Vincenti Mareri, korintski naslovni nadbiskup
3. Jean-Siffrein Maury, montefiaskonski i kornetski nadbiskup-biskup
4. Giovanni Battista Bussi de Pretis, dekan Apostolske komore, izabrani biskup Jesija
5. Francesco Maria Pignatelli, mlađi, apostolski protonotar i prefekt Papinskoga kućanstva
6. Aurelio Roverella, apostolski protonotar
7. Giovanni Rinuccini, rimski guverner i vice-kamerlengo Svete Rimske Crkve
8. Filippo Lancellotti, apostolski protonotar i prefekt Apostolske palače

## Konzistorij 1. lipnja 1795. (XXIII.)
1. Giulio Maria della Somaglia, antiohijski naslovni patrijarh, tajnik Svete kongregacije za biskupe i redovnike